# Dominique Garing
Dominique Garing est un cinéaste français né le 14 février 1951 à Darney (Vosges). Réalisateur, producteur, scénariste, il a créé Télé Saugeais en 1978. Il est actuellement à la tête de Vie des Hauts Production, toujours en Franche-Comté.

## Filmographie

### Télévision

#### Réalisateur
- La Télé brouette (4 documentaires de 26 minutes :  TB en noir et blanc, TB une vache de télé, TB fait du foin, TB sur les ondes)
- La Fée verte (documentaire de 52 minutes)
- Appuyez sur le bouton : au pays des modes d'emploi (documentaire de 52 minutes), 2008

#### Producteur/scénariste
- Tapage dans la basse-cour (récitant Claude Rich)
- Veaux, vaches, cochons... (récitant Claude Rich)
- Quand le chat n'est pas là... (récitant Jean Topart)

### Cinéma
- 2010 : La Vie sauvage des animaux domestiques (avec Frédéric Goupil)  récitant : André Dussollier